# St. Michael im Lungau
St. Michael im Lungau is een gemeente in de Oostenrijkse deelstaat Salzburger Land, en maakt deel uit van het district Tamsweg.
St. Michael im Lungau telt 3590 inwoners.

## Foto's

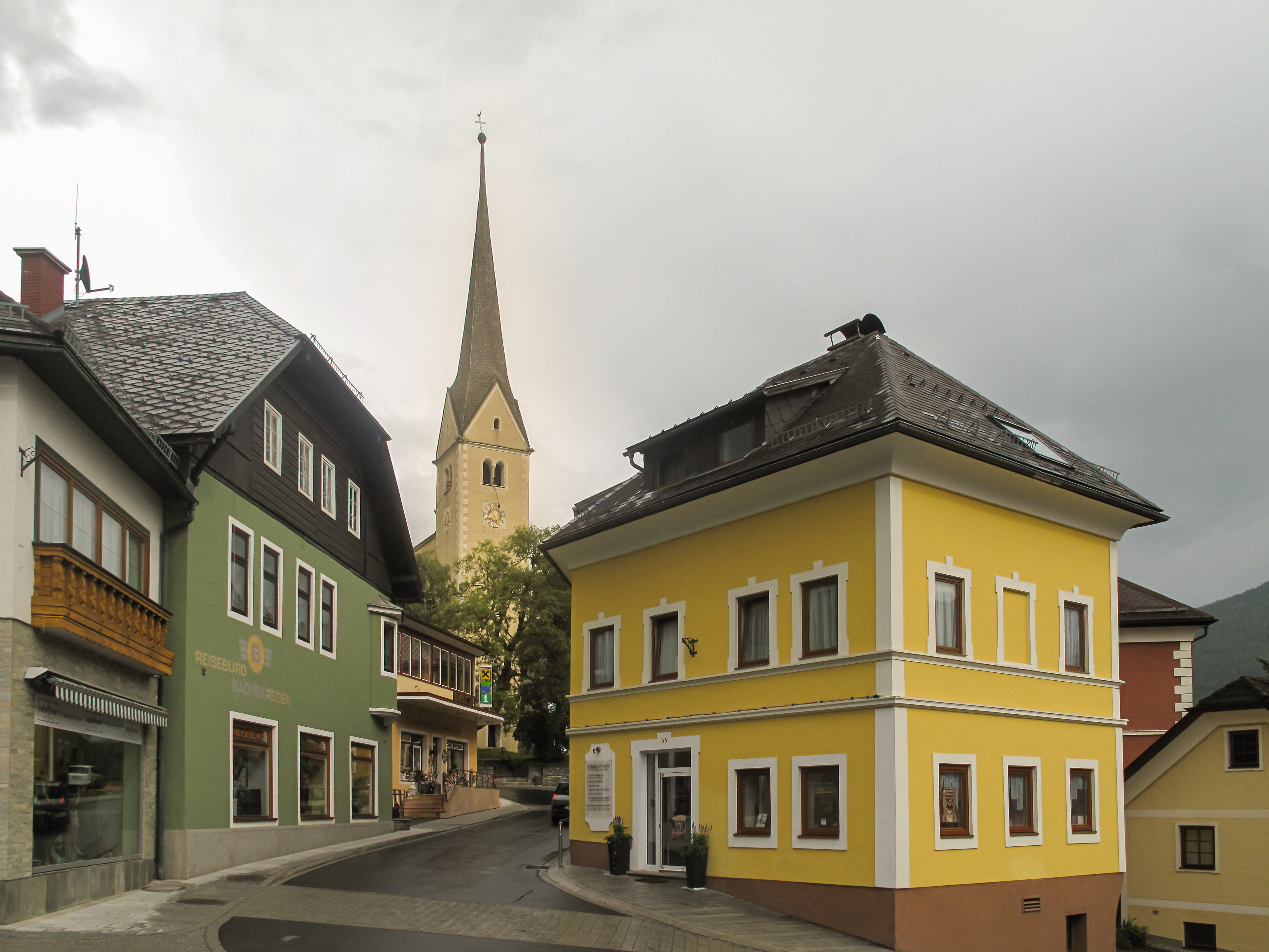
St. Michael im Lungau, kerk in straatzicht
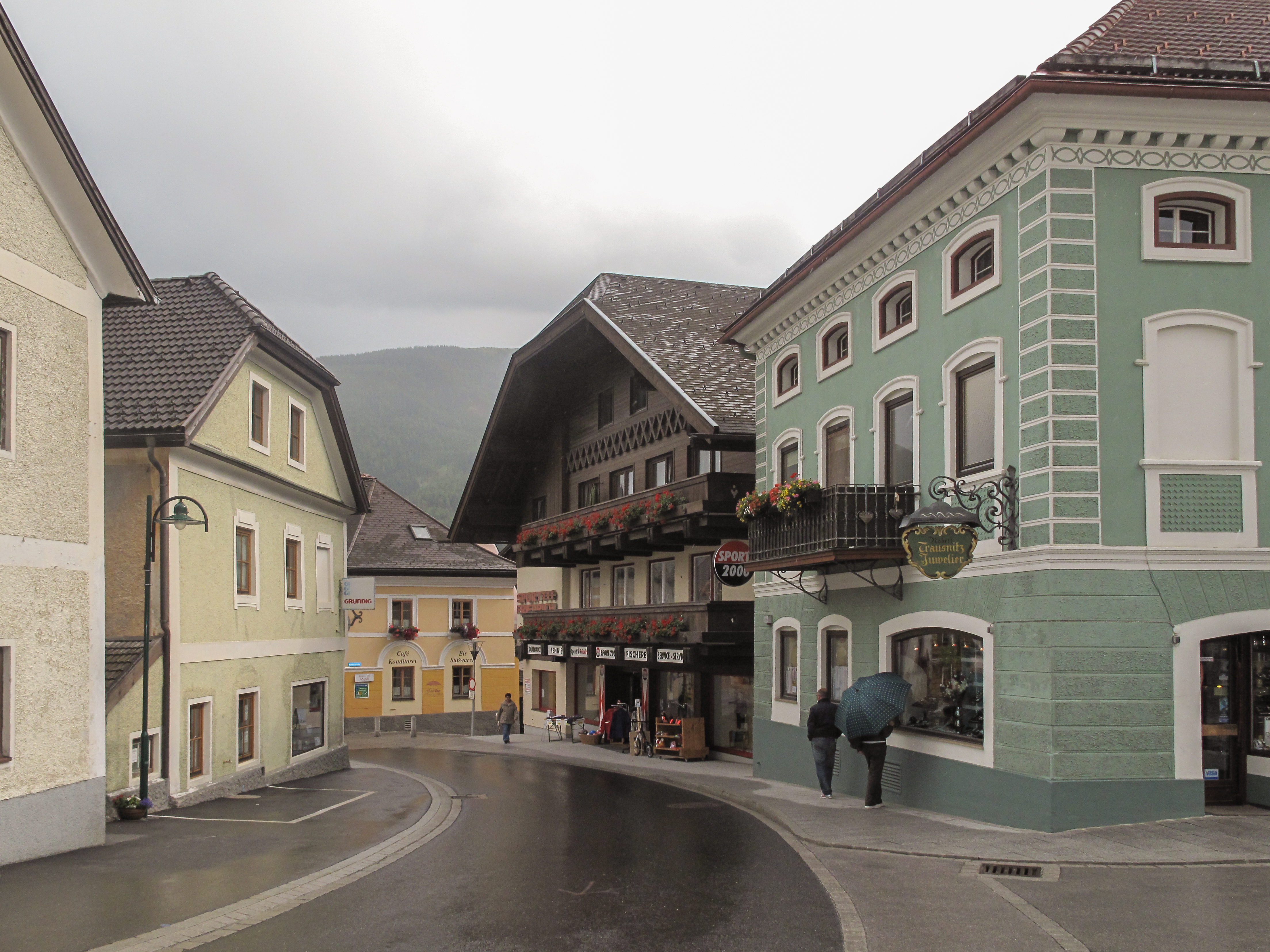
St. Michael im Lungau, straatzicht
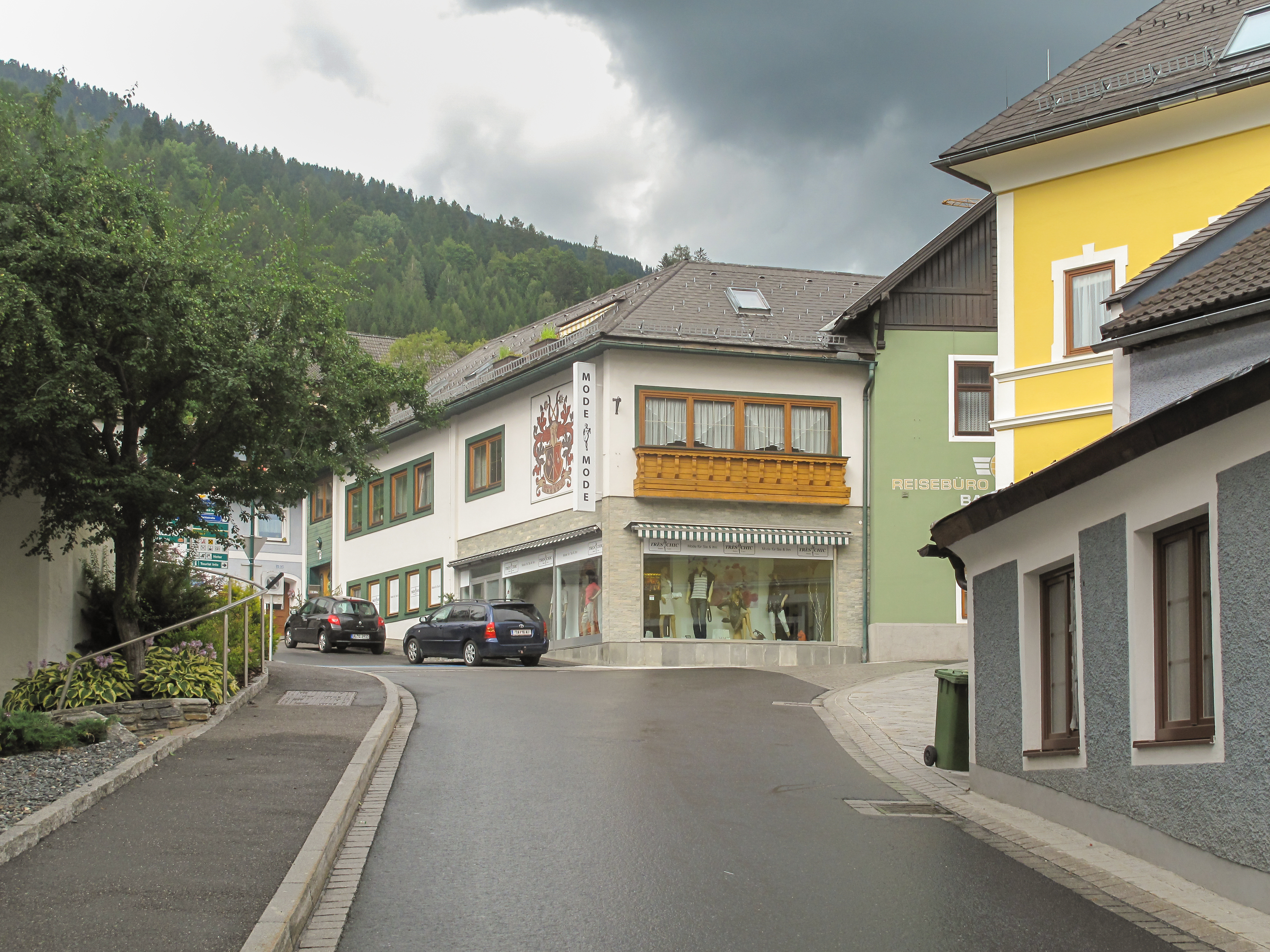
St. Michael im Lungau, straatzicht
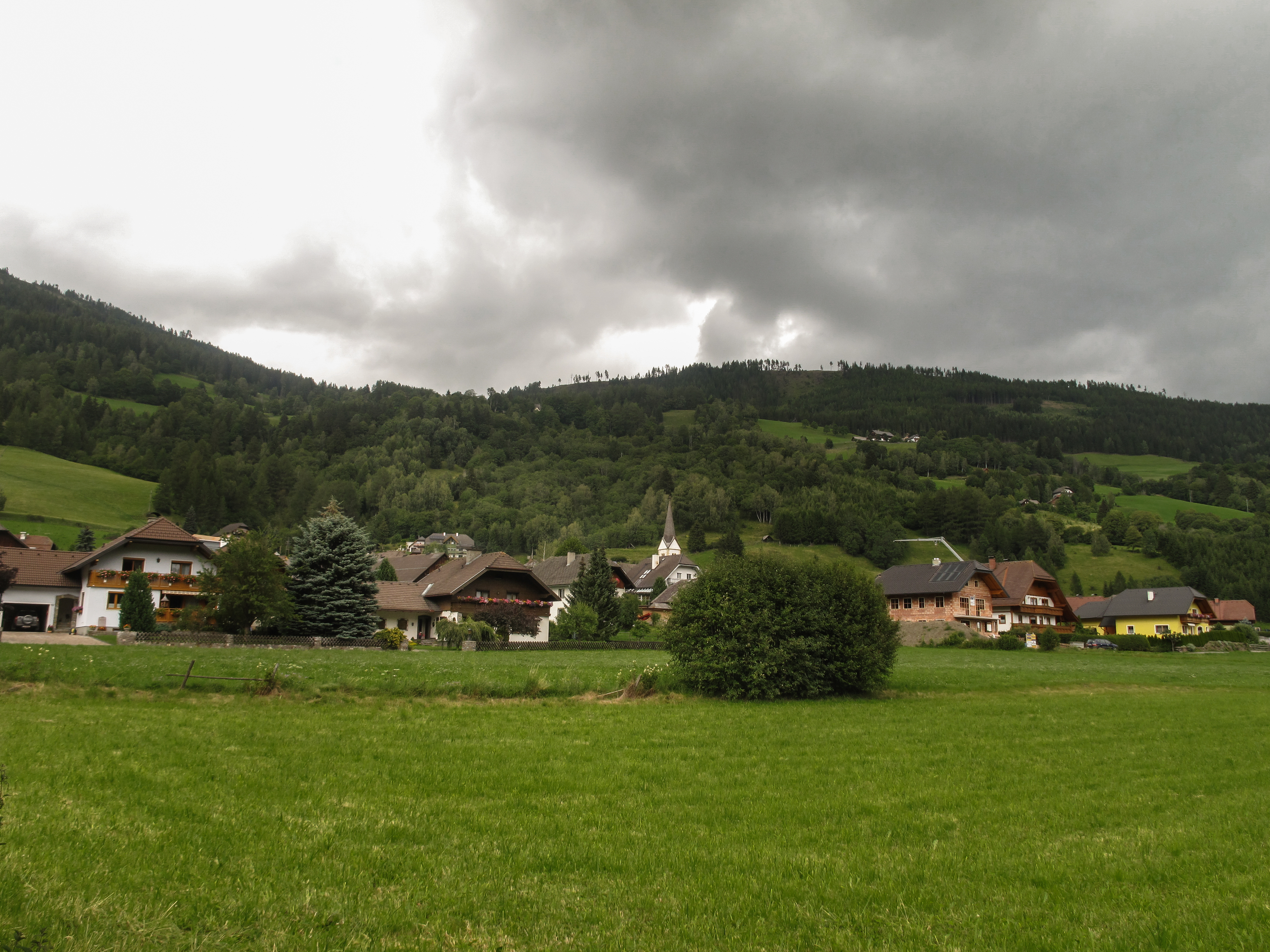
St. Martin im Lungau, dorpszicht

Göriach ·
Lessach ·
Mariapfarr ·
Mauterndorf ·
Muhr ·
Ramingstein ·
St. Andrä ·
St. Margarethen ·
St. Michael ·
Tamsweg ·
Thomatal ·
Tweng ·
Unternberg ·
Weißpriach ·
Zederhaus
- Gemeinsame Normdatei: 4105324-2
- Library of Congress Control Number: n84208747
- Nationale Bibliotheek van Tsjechië: ge1108394
- Nationale Bibliotheek van Israël: 987007559796205171
- Virtual International Authority File: 159501581
- WorldCat: E39PBJkxDWRHVrMYVqYWJjRh73